# Рік Гоффман
Річард (Рік) Едвард Гоффман (англ. Richard 'Rick' Edward Hoffman; нар. 12 червня 1970) — американський актор, відомий ролями Джеррі Беста в «Шоу Берні Мака» (2002—2005), Чейза Чепмена в «Хто така Саманта?» (2007—2009) та Луїса Літта в «Форс-мажорах» (2011—2019).

## Раннє життя
Народився в місті Нью-Йорк у родині Чарльза та Гейл Гоффман, отримав традиційне єврейське виховання. Він виріс у Рослін-Гайтс, штат Нью-Йорк, разом зі своїм молодшим братом Джеффом Гоффманом, закінчив державну школу Вітлі в містечку Олд-Вестбері (Нью-Йорк), потім вивчав театральне мистецтво в Університеті Аризони, де був членом єврейського студентського братерства «Зета Бета Тау» (ZBT). Після закінчення навчання він переїхав до Лос-Анджелеса, штат Каліфорнія, щоб розпочати акторську кар'єру.

## Кар'єра
У 1997 році Гоффман отримав свою першу роль — охоронця у фільмі «Теорія змови». У нього було кілька невеликих ролей, поки він не отримав головну роль Фредді Сакера в короткостроковому серіалі Даррена Стара «Вулиця» (англ. The $treet) 2000 року, який було знято з ефіру після семи епізодів, але це дозволило Гоффману залишити роботу офіціанта та повернутися до Нью-Йорка.
Його подальші телевізійні ролі включають Террі Луміса в короткостроковій юридичній драмі Стівена Бочко «Філлі» (2001—2002), Джеррі Беста в «Шоу Берні Мака» (2002—2005), Патріка Ван Дорна в комедії Джона Стамоса «Прогрес Джейка» (2004—2005) і Чейза Чепмена в комедії каналу ABC «Хто така Саманта?» (2007—2009).
У 2011—2019 роках він грав одну з головних ролей, адвоката Луїса Літта, в телесеріалі каналу USA Network «Форс-мажори».
Рік Гоффман знімався в кінофільмах «Кривава робота» (2002), «Післязавтра» (2004), «Стільниковий» (2004), «Хостел» (2005), «Засуджені» (2007). Він також з'являвся в гостьових ролях телесеріалів: «C.S.I.: Місце злочину Маямі», «Чак», «Імітатор», «Закон і порядок: Спеціальний корпус», «NCIS: Полювання на вбивць», «Розслідування Джордан», «Без сліду», «Практика», «Місце злочину: Нью-Йорк», «CSI: Місце злочину», «Акула», «Теорія брехні», «Енді Ріхтер контролює Всесвіт», «Монк», «Мільярди» та «Менталіст».

## Фільмографія
| Рік        | Назва                               | Оригінальна назва                  | Роль                                 | Примітки                                 |
| ---------- | ----------------------------------- | ---------------------------------- | ------------------------------------ | ---------------------------------------- |
| 1997       | Теорія змови                        | Conspiracy Theory                  | охоронець                            |                                          |
| 1998       | Смертельна зброя 4                  | Lethal Weapon 4                    | офіцер поліції                       |                                          |
| 2000       | Вулиця                              | The Street                         | Фредді Сакер                         | телесеріал                               |
| 2001-2002  | Філлі                               | Philly                             | Террі Луміс                          | телесеріал                               |
| 2002       | Енді Ріхтер контролює Всесвіт       | Andy Richter Controls the Universe | Арніч                                | телесеріал                               |
| 2002       | Розслідування Джордан               | Crossing Jordan                    | Філ Берман                           | телесеріал, 1 епізод                     |
| 2002       | Кривава робота                      | Blood Work                         | Джеймс Локрідж                       |                                          |
| 2004       | Практика                            | The Practice                       | Окружний прокурор Харві Кларк        | телесеріал, 3 епізоди                    |
| 2004       | Монк                                | Monk                               | Агент Кольмс                         | телесеріал, 1 епізод                     |
| 2004       | Післязавтра                         | The Day After Tomorrow             | нью-йоркський бізнесмен              | немає в титрах                           |
| 2004       | Наш час закінчився                  | Our Time Is Up                     | гей                                  | короткометражний фільм                   |
| 2004       | Стільниковий                        | Cellular                           | юрист                                |                                          |
| 2002-2005  | Шоу Берні Мака                      | The Bernie Mac Show                | Джеррі Бест                          | телесеріал, 10 епізодів                  |
| 2005       | Місце злочину: Нью-Йорк             | CSI: NY                            | Доктор Майлз Фельдштейн              | телесеріал, 1 епізод                     |
| 2005       | Хостел                              | Hostel                             | американський клієнт                 |                                          |
| 2006       | Головнокомандувач                   | Commander in Chief                 | Ленс Еддісон                         | телесеріал, 2 епізоди                    |
| 2006       | Американський тато!                 | American Dad!                      | Хорист, Джон Гінклі молодший (голос) | мультсеріал, 1 епізод                    |
| 2005-2006  | Прогрес Джейка                      | Jake in Progress                   | Патрік Ван Дорн                      | телесеріал, головна роль (20 серій)      |
| 2007       | Чак                                 | Chuck                              | агент Скері                          | телесеріал, 1 епізод                     |
| 2007       | CSI: Місце злочину                  | CSI: Crime Scene Investigation     | Майкл Рейкірк                        | телесеріал, 1 епізод                     |
| 2007       | Акула                               | Shark                              | Сем Гарріс                           | телесеріал, 1 епізод                     |
| 2007       | Смайлик                             | Smiley Face                        | сердитий смайлик                     |                                          |
| 2007       | Засуджені                           | The Condemned                      | Голді (Голдман)                      |                                          |
| 2007       | Хостел 2                            | Hostel: Part II                    | американський клієнт                 | архівні кадри                            |
| 2007       | Постал                              | Postal                             | містер Блітер                        |                                          |
| 2008       | Закон і порядок: Спеціальний корпус | Law & Order: Special Victims Unit  | Гарі Леслі                           | телесеріал, 1 епізод                     |
| 2008       | Лас-Вегас                           | Las Vegas                          | Скотт Ноель                          | телесеріал, 1 епізод                     |
| 2008       | NCIS: Полювання на вбивць           | NCIS                               | Келвін Ріджвей                       | телесеріал, 1 епізод                     |
| 2008       | Противага                           | Leverage                           | Алан Фосс                            | телесеріал, 1 епізод                     |
| 2008       | Лицар доріг                         | Knight Rider                       | «Стівенс»                            | телефільм, 1 епізод                      |
| 2009       | Лицар доріг                         | Knight Rider                       | Крістофер Стівенс                    | телесеріал, 2 епізоди                    |
| 2009       | Теорія брехні                       | Lie to Me                          | Пітерс                               | телесеріал, 1 епізод                     |
| 2003, 2009 | C.S.I.: Місце злочину Маямі         | CSI: Miami                         | Бруно Гомес / Даррен Ріплі           | телесеріал, 2 епізоди                    |
| 2007-2009  | Хто така Саманта?                   | Samantha Who?                      | Чейз Чепмен                          | телесеріал, повторювана роль, 9 епізодів |
| 2010       | Давай ще, Теде                      | Better Off Ted                     | голова фонду Veridian                | телесеріал, 1 епізод                     |
| 2010       | Жива мішень                         | Human Target                       | Шеллі                                | телесеріал, 1 епізод                     |
| 2010       | Менталіст                           | The Mentalist                      | Крістофер Лінч                       | телесеріал, 1 епізод                     |
| 2010       | 4исла                               | Numb3rs                            | продюсер шоу нагородження            | телесеріал, 1 епізод                     |
| 2011       | Закон і порядок: Лос-Анджелес       | Law & Order: Los Angeles           | адвокат Міллер                       | телесеріал, 1 епізод                     |
| 2014       | Шафа 13                             | Locker 13                          | Армандо                              |                                          |
| 2016       | Гравці                              | Ballers                            | Представник НФЛ ПА                   | телесеріал, 1 епізод                     |
| 2011-2019  | Форс-мажори                         | Suits                              | Луї Літт                             | телесеріал, головна роль (134 епізоди)   |
| 2019       | Пірсон                              | Pearson                            | Луї Літт                             | телесеріал, 1 епізод                     |
| 2020       | Мільярди                            | Billions                           | Доктор Свердлов                      | телесеріал, повторювана роль             |
| 2023       | День подяки                         | Thanksgiving                       | Томас Райт                           |                                          |
| 2025       | Форс-мажори: Лос Анджелес           | Suits: LA                          | Луї Літт                             | телесеріал, 1 епізод                     |

## Особисте життя
У Ріка Гоффмана алергія на котів. Улюблений телесеріал актора — «Пуститися берега» (2008—2013).
В актора є син Коул 2012 або 2014 року народження, особа матері не відома. Після ролі ґея в короткометражному фільмі «Наш час закінчився» (2004 рік) поширилися думки про гомосексуальність актора, проте ніяких підтверджень цьому не відомо. У 2016 році з'являлися повідомлення про романтичні стосунки Ріка з англійською акторкою Стефані Ворінг (відома роллю Сінді Каннінгем у серіалі «Голіокс»).
Гоффман був серед знаменитостей, запрошених на весілля Меган Маркл (його колеги по серіалу «Форм-мажори») і принца Гаррі у Віндзорському замку.
Статок Гоффмана оцінюється в мільйон доларів.